# Lathusia ferruginea
Lathusia ferruginea là một loài bọ cánh cứng trong họ Cerambycidae.